# 侯赛因·阿拉·侯赛因
侯赛因·阿拉·侯赛因（阿拉伯语：حسين علاء حسين，羅馬化：Hussein Alaa Hussein，1987年8月4日—），伊拉克足球运动员，司职后卫，曾经入选过伊拉克国奥队。他是中国职业足球史上第一名伊拉克外援。

## 职业生涯
由于伊拉克的长期战乱，许多优秀的伊拉克球员都选择了到国外踢球，侯赛因就曾经在伊拉克的纳弗特、萨乌拉、阿联酋的艾恩、阿尔纳塞尔、摩洛哥的外傣、拉巴特FUS和叙利亚的萨亚等多支球队效力。
2009年7月27日，侯赛因与中超球队青岛中能签订工作合同，成为中国职业足球史上第一名伊拉克外援。
8月22日，侯赛因主场迎战长沙金德的比赛中打进自己首个中超进球，帮助青岛中能队2比1击败对手。
2010年，侯赛因回到伊拉克，加盟伊拉克足球超级联赛球队扎克赫。可是因为3月初的议会大选，伊拉克联赛被迫暂停，原因当然是在大选期间不断的恐怖袭击随时可能将足球赛场当作靶子。所以侯赛因最终又回到中国和深圳红钻签约。10月侯赛因在参加深圳队主场和长沙金德比赛后因家事提前告別球队回国。
2011年，侯赛因在回国后正式加盟扎克赫。